# زورقان طويل الساق
زورقان طويل الساق (الاسم العلمي:Cymbidium longipes) هو نوع من النباتات يتبع جنس الزورقان من الفصيلة السحلبية.